# 李好
李好（1980年10月12日—），湖南省永州市人，毕业于湖南大众传媒职业技术学院，是湖南电视台和江苏电视台知名主持人，被誉为“全能李好”。

## 家庭
李好的妻子郭晓敏早年就读于重庆大学美视电影学院，曾是湖南电视台潇湘电影频道的主持人、记者，后来去美国留学，毕业后为联合国国际难民组织义务工作，曾在美国举行联合国东西财经论坛，纽约华人春晚等节目。此外，李好在江苏广电任职期间，与融媒体新闻中心主任、《江苏新时空》主播张晓北关系密切。
李好和妻子郭晓敏的爱情到婚姻经过了漫长的8年，2011年，两人在美国拉斯维加斯举办了婚礼。他说：“我们的感情经历过时间和地域的考验当年，我在重庆她在长沙；后来，我在南京她在美国。但我们都坚持下来了。即便工作上有摩擦也不会影响我们的感情。”

## 职业生涯

### 江苏电视台

#### 江苏卫视
- 《一站到底》
- 《大驾光临》
- 《老公看你的》[7]
- 《时刻准备着》
- 2015年《爲她而戰》
- 2015年《世界青年說》
- 2015年《蒙面歌王》
- 2016年《看見你的聲音》
- 2017年《金曲捞》
- 2024年《音乐缘计划》

### 湖南电视台

#### 湖南卫视
- 《音乐不断》
- 《娱乐无极限》
- 《挑战麦克风》

#### 湖南经视
- 《白日梦工厂》
- 《甜蜜合唱团》
- 《一生一世合家欢》

### 中央广播电视总台
- 2025年《2025年中央广播电视总台春节联欢晚会》-无锡分会场